# Kostel svatého Bernarda z Clairvaux (Řisuty)
Kostel svatého Bernarda z Clairvaux ve vsi Řisuty na Lounsku se nachází na místě původního gotického svatostánku. Na počátku 18. století prošel generální barokní přestavbou. Kostel je zdevastovaný, část střechy je propadlá. Má status kulturní památky ČR a je ve vlastnictví litoměřického spolku Pro kostely.

## Historie

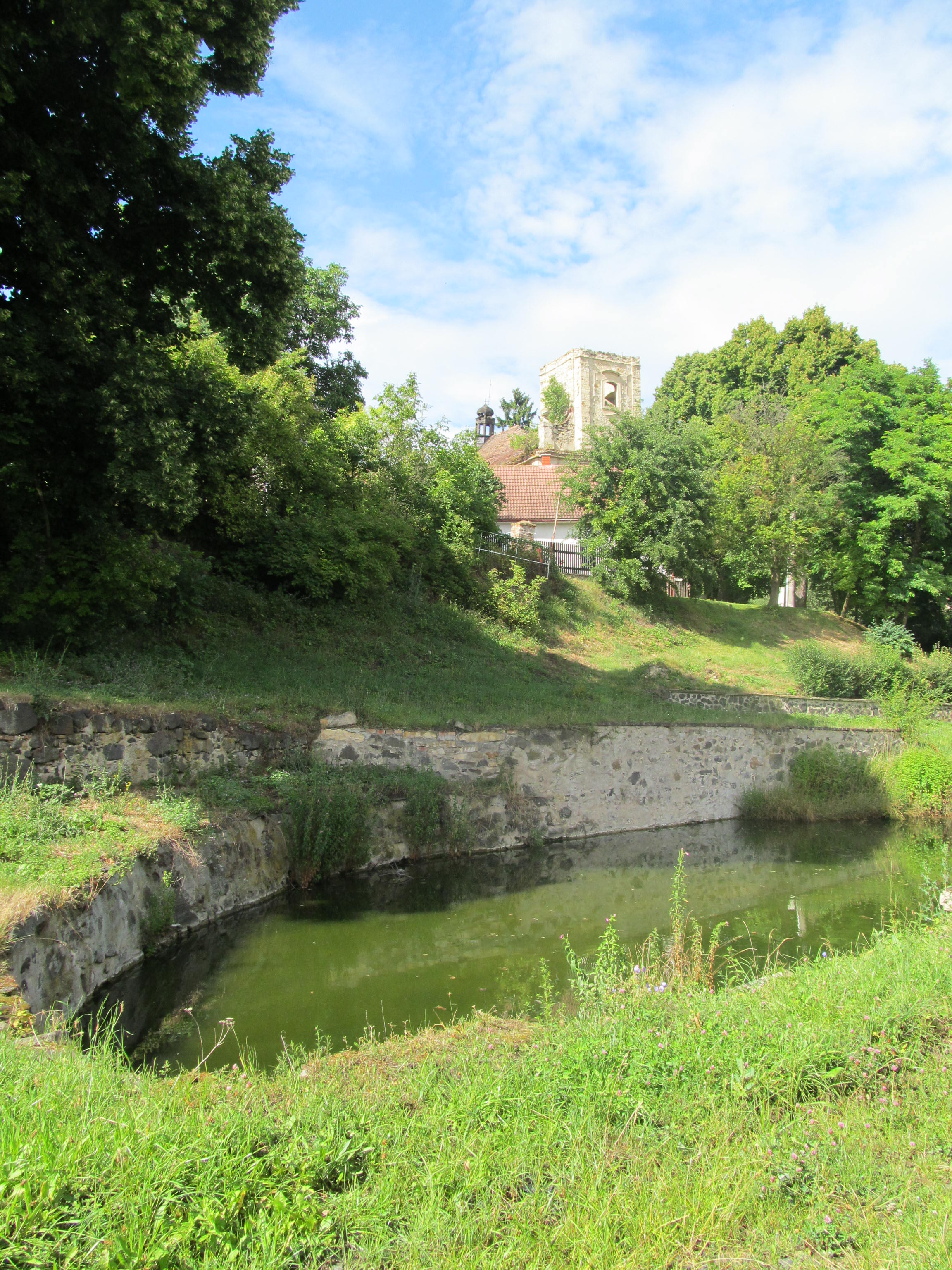
Věž kostela od řišutského rybníka

Kostel přestal být udržován po roce 1945, kdy ze vsi muselo odejít německé obyvatelstvo. Již při biskupské vizitaci v dubnu 1948 byl zaznamenán špatný stav jeho střechy.
Počátkem 70. let 20. století byl v Řisutech objeven soubor cínového nádobí, které zde po bitvě na Bílé hoře před odchodem do emigrace ukryl protestantský kněz Jan.
Svému účelu kostel přestal sloužit od poloviny 70. let. Po desetiletích chátrání byla v 80. letech báň věže stržena lany pomocí nákladního auta, protože hrozila zřícením. V roce 2012 byl zpracován projekt konzervace stavby, který nebyl z finančních důvodů realizován. V roce 2016 proběhly z iniciativy spolku na kostele konzervační práce.
Duchovní správci kostela jsou uvedeni na stránce: Římskokatolická farnost Měrunice.

## Unikátní zasvěcení
Kostel je zasvěcen svatému Bernardovi z Clairvaux, OCist. (1090/91–1153) – významnému teologovi, filosofovi a zakladateli kláštera Clairvaux. Jde pravděpodobně o jediný kostel v ČR s tímto patrociniem.